# Keyvan Dehnad

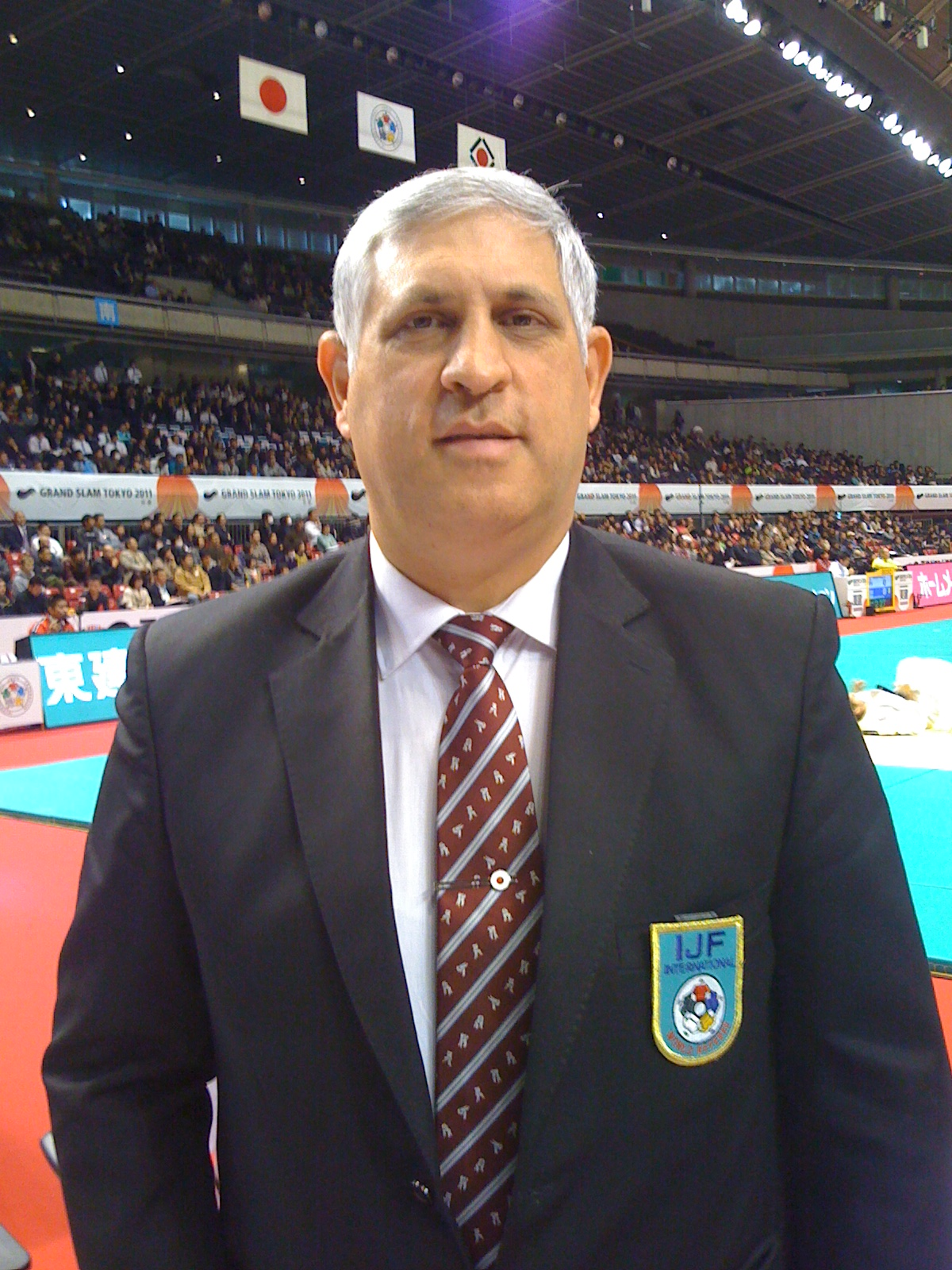
Keyvan Dehnad

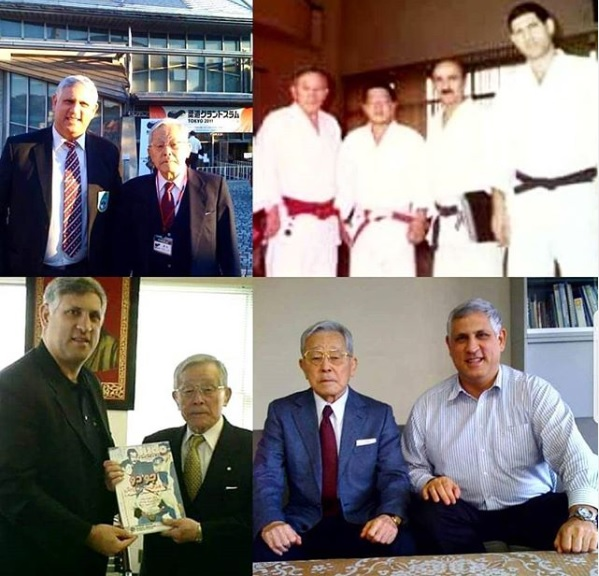
Keyvan Dehnad und Ichiro Abe

Keyvan Dehnad (persisch کیوان دهناد; * 1961 in Teheran) ist ein iranischer internationaler Judo-Schiedsrichter und ein Judo- und Jujitsu-Athlet. Er ist der erste iranische internationale Schiedsrichter, der von der International Judo Federation autorisiert wurde. Er war Schiedsrichter während der CISM-Weltmeisterschaft 1992 in Seoul. Dehnad ist Inhaber des 10. Dan Jujitsu.

## Leben
Mit acht Jahren begann er Judo zu lernen und im Alter von 16 Jahren bekam er seinen schwarzen Gürtel im Judo. Seit seiner Jugend nahm er an den Wettbewerben und Aktivitäten der iranischen Judo-Nationalmannschaft teil. Während seiner sportlichen Aktivitäten im Laufe der Jahre versuchte Keyvan Dehnad 8. Dan Judo wissenschaftliche und Forschungsaspekte im Bereich der Kampfkunst zu entwickeln und zu stärken. Er schrieb ein Buch mit dem Titel Judo: ein Sport und eine Lebensweise, und er war der Präsident des Forschungsausschusses der Judo Federation.
2006 wurde Keyvan Dehnad zum Direktor des JJIF Jujitsu und des Kobudo WKF im Iran ernannt. Am 8. November 2008 beurteilte Keyvan Dehnad als iranisch zertifizierter Schiedsrichter der International Judo Federation die Wettkämpfe der A-Klasse bei der Weltmeisterschaft als internationaler Schiedsrichter. Er konnte auch auf zahlreiche olympische Qualifikationsturniere verweisen.